# Bassariscus
A Bassariscus az emlősök (Mammalia) osztályának ragadozók (Carnivora) rendjébe, ezen belül a mosómedvefélék (Procyonidae) családjába tartozó nem.

## Tudnivalók
A Bassariscus-fajok előfordulási területe Észak- és Közép-Amerikában található. Az Amerikai Egyesült Államokhoz tartozó Oregontól és Nebraskától délre, Közép-Amerikán keresztül, egészen Panamáig lelhetők fel. A két élő faj, csak Mexikó déli felében találkozhat. A genetikai vizsgálatok szerint, legközelebbi rokonaik a Procyon-fajok, amelyektől azonban már 10 millió éve szétváltak; a mai Bassariscus-fajok szétválása ezt követően 2 millió évre rá történhetett meg. Megjelenésben hasonlítanak rokonaikra a Procyon-okra, de azoknál karcsúbb testfelépítésűek és pofáik macskásabbak. Ezeknek az állatoknak 40 darab foguk van; a fogképletük a következő: {\displaystyle {\tfrac {3.1.4.2}{3.1.4.2}}}.

## Rendszerezés
A nembe az alábbi 2 élő faj és 2 fosszilis faj tartozik:
- †Bassariscus antiquus
- észak-amerikai macskanyérc (Bassariscus astutus) (Lichtenstein, 1830) - típusfaj
- †Bassariscus minimus
- közép-amerikai macskanyérc (Bassariscus sumichrasti) (Saussure, 1860)

### Fordítás
- Ez a szócikk részben vagy egészben  a   Bassariscus című angol Wikipédia-szócikk ezen változatának fordításán alapul.  Az eredeti cikk szerkesztőit annak laptörténete sorolja fel. Ez a jelzés csupán a megfogalmazás eredetét és a szerzői jogokat jelzi, nem szolgál a cikkben szereplő információk forrásmegjelöléseként.